# Скай Линк
«Скай Линк» (Sky Link) — торговая марка, под которой оператор T2 предоставляет услуги мобильной связи в стандарте LTE-450 (ранее и IMT-MC-450).
Ранее — российский оператор сотовой связи и широкополосного беспроводного доступа в Интернет, имел лицензии на частоты 450 МГц в 73 регионах России (используется для CDMA), 1800 МГц в 45 регионах России (для GSM), 1920—1935 МГц и 2110—2125 МГц в 73 регионах России (могли использоваться для CDMA и UMTS). Штаб-квартира находилась в Москве.

## История
«Скай Линк» был создан на базе первого российского оператора ЗАО «Дельта Телеком» и старейшего в московском регионе оператора «Московская сотовая связь» (действовал с 29 января 1992 года до 1 октября 2016 года), а также абонентской базы оператора «Сонет».
В 1994 году, когда курс $ 1 = (был равен в среднегодовом выражении) 2.188 руб., подключение к сети «Московская сотовая связь» обходилось абоненту в 995 долларов, ежемесячная абонентская плата составляла 50 долларов, минута разговора стоила 0,60 доллара.
До 2005 года работа велась в аналоговом стандарте NMT-450 (и NMT-450i). В 2003 году в связи с переходом от аналоговых сетей сотовой связи к цифровым компания объединилась с другими российскими операторами NMT-450, для создания единого бренда, получившего название «SkyLink».
По состоянию на май 2011 года, операционной компанией сети «Скай Линк», предлагающей услуги под этой торговой маркой в Москве и центральном регионе страны, является ОАО «Московская сотовая связь», в Санкт-Петербурге — ЗАО «Дельта Телеком».
22 декабря 2010 года руководство «Скай Линк» сообщило о запуске сети GSM во всех регионах, на которые были получены лицензии, однако фактически ни в одном из субъектов Российской Федерации сеть сотовой связи стандарта GSM не была запущена.

### Консолидация активов
Будучи основанным на группе региональных операторов, предоставлявших услуги связи стандарта NMT, вместе с переходом на IMT-MC-450, происходила реорганизация структуры юридических лиц в единого оператора.
В декабре 2003 года ЗАО «Скай Линк» приобрело 23,5 % акций ОАО «Московская сотовая связь» у ОАО «Ростелеком», а также 43 % акций ЗАО «Дельта Телеком» у ОАО «Северо-Западный Телеком». Кроме того, в рамках сделки по приобретению АФК «Система» 50 % акций оператора, она передала в уставный капитал «Скай Линка» принадлежавшие ей пакеты акций ОАО «МСС» и ЗАО «Дельта Телеком», а также оператора сотовой связи в стандарте IS-95 ОАО «Персональные телекоммуникации».
В мае—июне 2004 года ОАО «Северо-Западный Телеком» продало ООО «МС Директ» за 200 тыс. долларов свои доли в трёх NMT-операторах: 25 % акций ОАО «Теле-Норд» (Мурманск), 60 % акций ЗАО «Вологодская сотовая связь» и 33,5 % акций ОАО «Калининградские мобильные сети».
В декабре 2004 года Скай Линку от холдинга RTDC были переданы 22 % акций ОАО «Московская сотовая связь» и 31,9 % акций ЗАО «Дельта Телеком».
В августе 2006 года была завершена сделка по приобретению у иностранной компании 51 % акций ЗАО «Кузбасская Сотовая Связь» — оператора сотовой связи в стандарте IMT-MC-450 в Кемеровской области. ЗАО «Скай Линк» приобрела акции через ЗАО «Новосибирская Сотовая Связь» (100 % дочерняя компания), остальные 49 % акций ЗАО «Кузбасская Сотовая Связь» уже принадлежали ООО «МС-Директ».
В начале 2007 года ОАО «Теле-Норд», ЗАО «Череповецкая Сотовая Связь», ЗАО «Вологодская сотовая связь» и ЗАО «Парма-НМТ» были присоединены к ЗАО «Дельта Телеком», владевшему 100 % их акций.
В апреле 2009 года было завершено формирование бизнес-единицы «Скай Линк — Регионы», которая объединила действующие CDMA-активы «Скай Линка» на базе ЗАО «Астарта», на 100 % принадлежащего ЗАО «Скай Линк». 16 региональных компаний, имевших лицензии на оказание услуг связи стандарта IMT-MC-450, были реорганизованы в форме присоединения к ЗАО «Астарта», а 11 региональных компаний, получивших в результате конкурсов в 2007 году также лицензии на оказание услуг сотовой связи стандарта GSM, были предварительно реорганизованы в форме выделения GSM-активов в отдельные юридические лица.
В августе 2010 года 11 региональных компаний, имевших лицензии на предоставление услуг сотовой связи стандарта GSM, были объединены в ЗАО «Скай-1800», на 100 % принадлежащее ЗАО «Скай Линк».
В июне 2010 года оператор увеличил до 100 % долю в ЗАО «Саратовская Система Сотовой Связи», приобретя 45 % акций у местного акционера — ООО «РТС».
После перехода под полный контроль ОАО «Связьинвест» оператор в декабре 2010 года выкупил у своего бывшего акционера — компании RTDC, пакеты акций компаний ОАО «Калининградские мобильные сети» (доведя свою долю с 66,5 % до 100 %), ЗАО «Уралвестком» (выкупил 100 % акций) и ОАО «Апекс» (выкупил 93,5 %). Данные компании оказывали услуги под торговой маркой «Скай Линк» в Калининградской, Свердловской и Челябинской областях соответственно.

### Переход контроля к АФК «Система», а затем к «Ростелекому»
АФК «Система» с июля 2008 года имела намерения стать 100 % владельцем оператора.
23 ноября 2009 года холдинг «Связьинвест» подписал с «АФК Система» и ОАО «Комстар-ОТС» меморандум о намерениях, предполагающий передачу «Системой» 50 % акционерного капитала ЗАО «Скай Линк» «Связьинвесту», выход «Комстар-ОТС» из акционерного капитала ОАО «Связьинвест» (владеет 25 % + 1 акций), и увеличение доли «Комстар-ОТС» в акционерном капитале (МГТС) за счёт 23,3 % доли «Связьинвеста». В рамках реализации меморандума АФК «Система» в апреле 2010 года в результате серии сделок получила контроль над 100 % акций оператора: «МС-Директ» (100 % дочерняя компания ЗАО «Скай Линк») выкупила 50 % акций ЗАО «Скай Линк» у RTDC, а АФК «Система» выкупила у RTDC через сложную схему, за 1386 млн рублей векселя «Скай Линка» (то есть взяла долг оператора перед бывшим акционером на себя).
С 4 октября 2010 по 26 июля 2012 года компанией владел госхолдинг «Связьинвест».
В июле 2012 года стало известно, что совет директоров ОАО «Связьинвест» одобрил передачу 50 % акций Sky Link компании ОАО «Ростелеком», а Связьинвест в ответ купит часть доли ООО «Мобител» в Ростелекоме. Таким образом доля Связьинвеста в Ростелекоме может увеличиться с 43,37 % до 45,7 %. Передача «Скай Линка» «Ростелекому» — часть второго этапа реорганизации «Связьинвеста». Через некоторое время акционеры Связьинвеста одобрили передачу 50 % акций Sky Link ОАО «Ростелеком».
27 июля 2012 года владельцем компании стало ОАО «Ростелеком». В ходе сделки дочерняя компания «Ростелекома» «Мобител» купила 50 % уставного капитала «Скай Линк» у холдинга «Связьинвест» в обмен на 1,91 % обыкновенных акций «Ростелеком». Вторая половина уставного капитала осталась в распоряжении самого «Скай Линка».
С 28 марта 2014 года в результате создания совместного предприятия ЗАО «Tele2 Россия» с ОАО «Ростелеком» владельцем 100 % акций ЗАО «Скай Линк» стало ООО «Т2 РТК Холдинг» (100 % акций непосредственно переданы новому совместному предприятию). При этом ЗАО «Скай Линк» передан под операционный и финансовый контроль «Tele2 Россия».
16 июня 2015 года компания Tele2 Россия завершила реорганизацию в форме присоединения 33 дочерних компаний. Все присоединённые компании, в том числе ЗАО «Скай Линк», прекратили своё существование и были исключены из реестра юридических лиц.
В Санкт-Петербурге 1 июля 2016 года сеть оператора «Скай Линк» стандарта CDMA была отключена, несмотря на то что лицензия на частоту связи продлена до 2026 года. С 16 июня 2016 года на частоте 450 МГц была включена сеть LTE под брендом «SkyLink».
С 1 июля 2016 года в Московском регионе на частоте 450 МГц была включена сеть LTE под брендом «SkyLink», а CDMA-сеть — закрыта с 1 октября 2016 года.
| Регион запуска       | Дата       |
| -------------------- | ---------- |
| Тверская область     | 27.05.2016 |
| Новгородская область | 27.05.2016 |
| Санкт-Петербург и ЛО | 16.06.2016 |
| Москва и МО          | 01.07.2016 |

## Собственники и руководство
С 28 марта 2014 года владелец 100 % акций ЗАО «Скай Линк» — ООО «Т2 РТК Холдинг».

## Деятельность
«Скай Линк» основан в 2003 году для консолидации региональных операторов связи, работающих в формате NMT-450 и реализации проекта по созданию единой федеральной сети сотовой связи стандарта IMT-MC-450 (технология CDMA2000 1X, реализованная в радиоинтерфейсе 450 МГц). С 2005 года в сети «Скай Линк» идёт внедрение технологии EV-DO, позволяющей значительно увеличить скорость доступа в сеть Интернет. С 2010 года в ряде регионов (Москва, Санкт-Петербург, Краснодарский край) начинает внедряться технология EV-DO Rev B.
В 2007 году роуминг был доступен более чем в 30 регионах страны, а также в Латвии, Белоруссии и Приднестровье. В других регионах был доступен так называемый пластиковый роуминг.
Лицензионная территория для сетей стандарта CDMA-450 охватывала 67 регионов России, для сетей стандарта GSM — 45 регионов (четвёртое место в стране).
Территория предоставления услуг 3G включала более 5000 населённых пунктов в 32 субъектах России.
По данным на середину 2009 года, «Скай Линк» обслуживала более 1,1 млн абонентов (абонентская база компании на конец 2007 года — около 500 тыс. человек, на конец 2004 года — около 440 тыс.), ARPU — около 50 долларов в месяц.
Занимала 14 % российского рынка мобильного интернета (в денежном выражении, на начало 2009 года).
Выручка компании в 2008 году по US GAAP составила 8,3 млрд рублей. Значительная часть вырученных средств была заработана на предоставлении услуги беспроводного широкополосного доступа в Интернет через протокол EV-DO.
Осенью 2007 года «Скай Линк» по итогам конкурсов получил лицензии на оказание услуг сотовой связи стандарта GSM в 42 субъектах Российской Федерации: республиках Адыгея, Алтай, Бурятия, Дагестан, Ингушетия, Кабардино-Балкария, Карачаево-Черкесия, Карелия, Коми, Северная Осетия — Алания, Тыва, Хакасия, Чеченской Республике, Алтайском, Забайкальском (с бывшим Агинским Бурятским АО), Краснодарском, Красноярском (с бывшими Таймырским и Эвенкийским АО) краях, Архангельской, Белгородской, Брянской, Владимирской, Вологодской, Ивановской, Иркутской (с бывшим Усть-Ордынским Бурятским АО), Калужской, Кировской, Костромской, Курской, Липецкой, Мурманской, Новгородской, Новосибирской, Орловской, Псковской, Рязанской, Смоленской, Тверской, Томской, Тульской, Ярославской областях, Ненецком АО.
При этом в отведённые лицензионными требованиями сроки сеть стандарта GSM ни в одном регионе не была построена. Однако Роскомнадзор в апреле 2010 года заключил с оператором мировое соглашение, по которому срок ввода сетей в эксплуатацию продлевался до декабря 2010 года. Сеть формально была запущена в конце декабря 2010 года.

### Частоты
- 450 МГц (использовалась для CDMA, сейчас LTE)
- 1800 МГц (должны были использоваться для GSM)
- 1920—1935 МГц (получены в октябре 2010)
- 2110—2125 МГц (получены в октябре 2010)

В сентябре 2005 года Государственная комиссия по радиочастотам (ГКРЧ) передала оператору частоты в диапазоне 2100 МГц для опытно-коммерческой эксплуатации в стандарте CDMA на территории Москвы и Санкт-Петербурга. В сентябре 2010 года ГКРЧ выделила полосы радиочастот 1920—1933 МГц и 2120—2125 МГц для осуществления деятельности по предоставлению услуг мобильной связи в двухдиапазонной сети подвижной радиосвязи в стандарте IMT-MC на территории Московского и Северо-Западного регионов, а в октябре — во всех регионах Российской Федерации, где «Скай Линк» имел CDMA-лицензии.

## Телефоны Skylink
Для оператора разрабатывались персональные телефонные аппараты на частоте 450 МГц по стандарту CDMA. На середину 2011 года всего было выпущено около 30 моделей официальных телефонов. После 2011 года производство новых телефонов было свёрнуто, тем не менее, новые китайские модели CDMA-450 продолжали появляться в интернет-магазинах и на радиорынках.
| Модель                  | Год выпуска | Характеристики                                                                                 |
| ----------------------- | ----------- | ---------------------------------------------------------------------------------------------- |
| Skylink Classic         | 2011        | CDMA450, 2" (176х220), камера, плеер, Micro SD, Bluetooth                                      |
| Skylink Simple          | 2010        | CDMA450, 1.5" (128х128)                                                                        |
| Ubiquam U-900           | 2010        | CDMA450, 1.5" (128х128)                                                                        |
| Hisense CS668           | 2009        | CDMA450, 1.5" (128х128)                                                                        |
| Ubiquam U-700           | 2009        | CDMA450                                                                                        |
| JOA Telecom L-210       | 2009        | —                                                                                              |
| JOA Telecom L-100       | 2008        | —                                                                                              |
| Ubiquam U-800           | 2008        | —                                                                                              |
| AnyDATA ASP-505A        | 2008        | CDMA450, 2.8" (240x320), коммуникатор (Windows Mobile 6.1), камера 2 MP, Bluetooth, Wi-Fi, GPS |
| AnyDATA ASP-500 GA      | 2007        | —                                                                                              |
| Pantech HX-570          | 2007        | —                                                                                              |
| LG LHD-200              | 2007        | —                                                                                              |
| Zakang-ZX410            | 2007        | —                                                                                              |
| Pantech HX-575          | 2007        | —                                                                                              |
| Ubiquam U-520           | 2007        | —                                                                                              |
| Daewoo Itteki S42       | 2006        | —                                                                                              |
| Kyocera KE 301          | 2006        | —                                                                                              |
| Pantech PR-600          | 2006        | —                                                                                              |
| Ubiquam U-400           | 2006        | —                                                                                              |
| Ubiquam U-300           | 2005        | CDMA450, 2" (176x220), слайдер, камера 1.30 MP, Bluetooth                                      |
| Ubiquam U-200           | 2005        | —                                                                                              |
| AnyDATA AML-100M        | 2005        | —                                                                                              |
| Huawei ETS 678          | 2005        | —                                                                                              |
| Huawei ETS 388          | 2004        | —                                                                                              |
| Ubiquam U-105           | 2004        | —                                                                                              |
| Huawei ETS 688          | 2004        | —                                                                                              |
| Pantech-Curitel HX-550C | 2004        | —                                                                                              |
| Curitel HX-525B         | 2004        | —                                                                                              |
| Synertek S-500e         | 2004        | —                                                                                              |
| Ubiquam U-100           | 2004        | —                                                                                              |
| Huawei ETS 668          | 2003        | —                                                                                              |
| Synertek S-200          | 2001        | CDMA450, монохромный, 6 строк (128х80)                                                         |
| Hyundai-Curitel HX-510B | 2001        | CDMA450, 4 строки (128х64)                                                                     |

## Отзывы и сравнение с другими операторами России
Недостатком на конец 2009 года считалось практически отсутствующее покрытие в Московском метрополитене. Реально на многих станциях удавалось поймать сигнал от наземных базовых станций, но передатчики в самом метрополитене за период действия сети так и не были установлены.
В числе достоинств отмечали более высокую скорость передачи данных при использовании в качестве модема для выхода в интернет (на данный момент 3G-сети остальных операторов вышли на тот же уровень и превзошли его). По собственным данным компании, она предлагала самую низкую по Москве (на конец 2009 года) стоимость исходящей минуты разговора.
Ассортимент телефонных аппаратов с момента выхода сети на рынок уступал по разнообразию телефонам GSM. В мае 2009 года «Скай Линк» предлагал своим абонентам 9 моделей телефонов. Для сравнения — розничная сеть «Связной» продавала 311 моделей телефонов, работающих в стандарте GSM.
Специалисты отмечали, что в силу особенностей стандарта CDMA излучение телефонных аппаратов данного стандарта существенно ниже, чем у телефонов сетей GSM.

### Критика
В 2010 году ряд российских средств массовой информации писали о конфликте между бывшими абонентами «Скай Линк» и оператором. «Московская сотовая связь» (оператор «Скай Линк») пыталась взыскать со своих бывших абонентов деньги за то, что они официально не расторгли договор, а просто прекратили пользоваться R-UIM-картой и пополнять лицевой счёт. При этом методы сбора долгов, а также сами факты возникновения задолженностей, носили спорный характер, и дело вызвало громкий общественный резонанс.
Факты более лояльного отношения российских государственных регулирующих органов к выдаче частот «Скай Линк» вызывали критику как со стороны специалистов в области связи и телекоммуникаций, так и со стороны Федеральной антимонопольной службы. Ассоциация региональных операторов связи обратилась с письмом к Министру связи и массовых коммуникаций РФ после предоставления Скай Линку возможности развёртывания сети стандарта UMTS.